# Suriamukti
Suriamukti is een bestuurslaag in het regentschap Sumedang van de provincie West-Java, Indonesië. Suriamukti telt 676 inwoners (volkstelling 2010).